# Кузнецкий Алатау

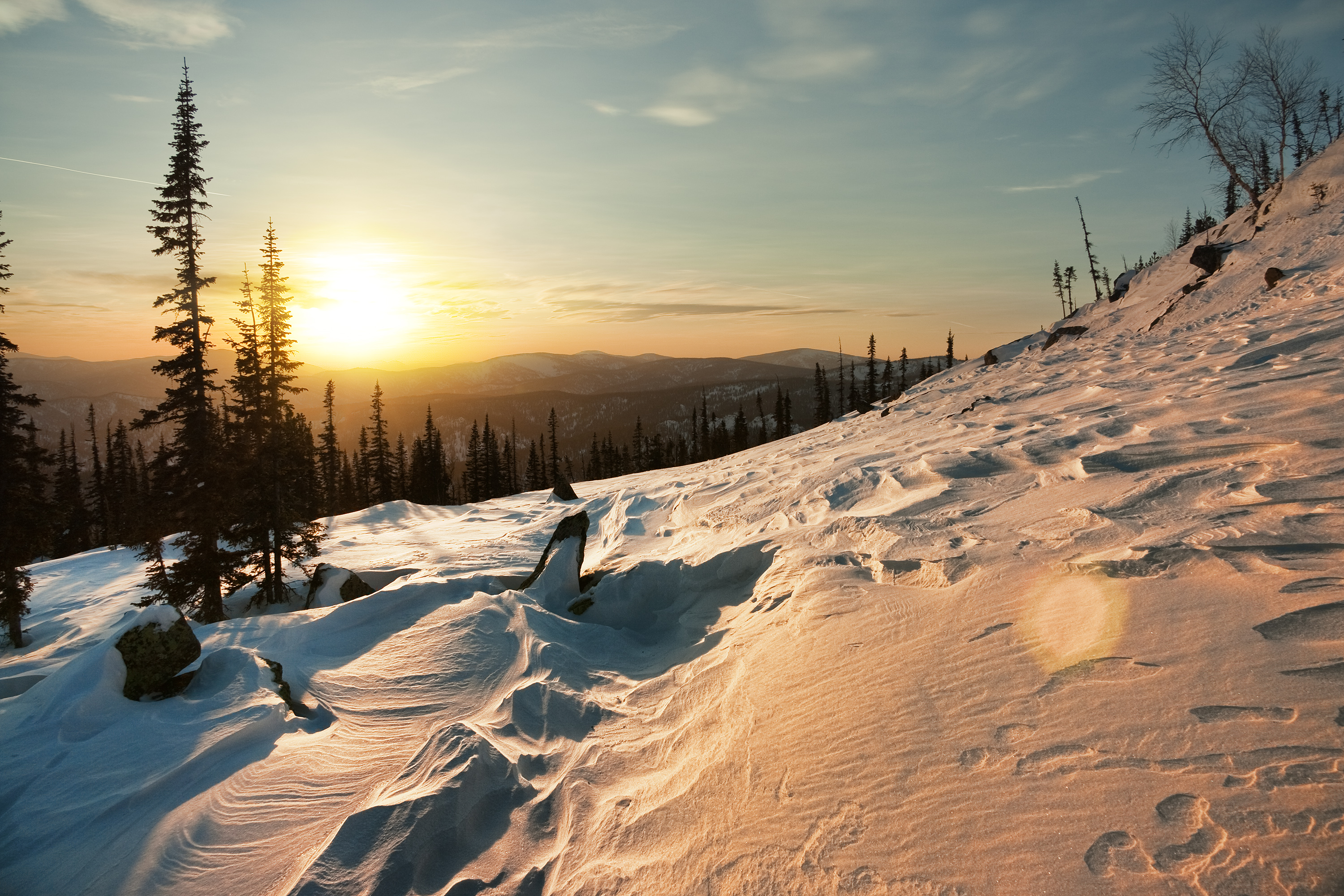
Закат над Кузнецким Алатау. Февраль

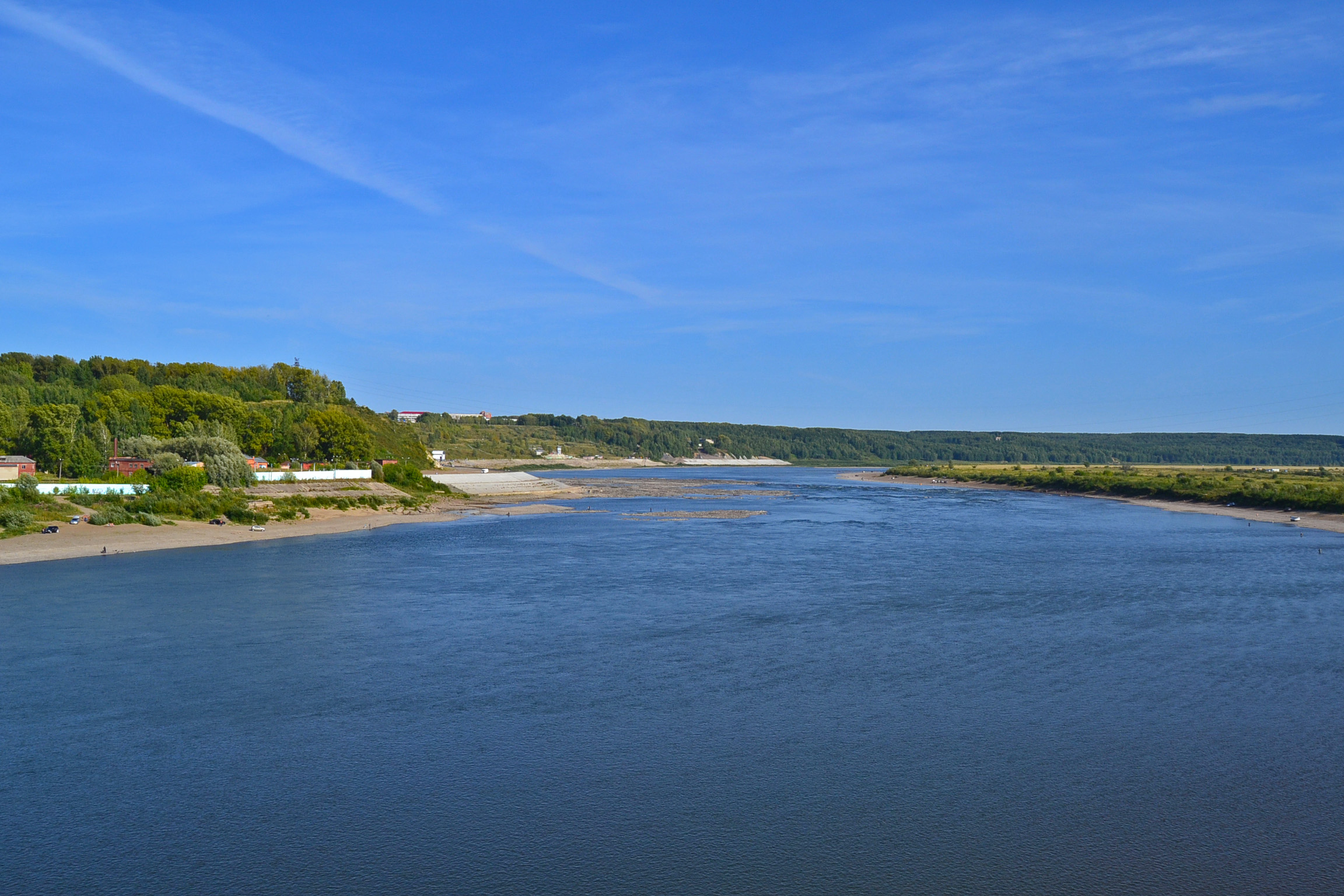
Томь является естественной границей с Западно-Сибирской равниной

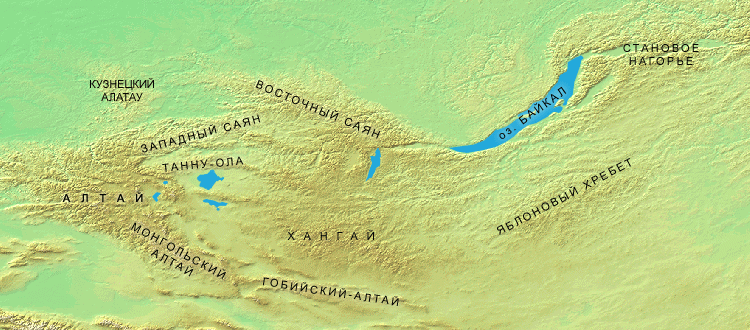

Кузне́цкий Алата́у (от тюрк. ала — «пёстрый» и тау — «гора») — низко-средневысокое нагорье в системе Саяно-Алтайской горной области на юге Западной Сибири, протяжённостью около 300 км с юга на север и шириной до 150 км. Наибольшая высота — 2217 м (плато Старая Крепость). Кузнецкий Алатау представляет собой не единый хребет, а состоит из нескольких хребтов средней высоты, между которыми находятся долины рек. Является водоразделом рек Томь и Чулым (притоки Оби).
На западе ограничен Кузнецкой, а на востоке Минусинской котловиной. На юге граничит с Абаканским хребтом Западного Саяна, на севере чёткой границы не имеет. Нагорье включает в себя горный хребет Поднебесные Зубья.
Простирается субмеридионально, круто поднимаясь над лежащей к западу Кузнецкой котловиной и полого опускаясь на восток в сторону Минусинской впадины. Протяжённость — около 300 км, шириной — до 150 км. Вершины в южной части достигают высоты 2000 м над уровнем моря. В северном направлении высота постепенно уменьшается и у северной оконечности составляет около 300 м. Общий облик определяется преобладанием низких выровненных водоразделов, над которыми возвышаются отдельные средне-горные вершины как следствие избирательной денудации и неотектонических поднятий массивов магматических горных пород (горы Пух-Таскыл — 1820 м, Б. Таскыл — 1447 м, Б. Каным — 1872 м, Крестовая — 1549 м) и др. Характерен значительный контраст уплощённых водоразделов и глубоких долин рек Белый и Чёрный Июс, Кия, Средняя Терсь, Нижняя Терсь, Верхняя Терсь и др. Наблюдается несколько поверхностей выравнивания, что подчеркивается ярусностью рельефа.
В центральной части нагорья, на территории Кемеровской области, в 1989 году был создан заповедник «Кузнецкий Алатау» площадью 401,8 тыс. га.
Через Кузнецкий Алатау, ближе к его южной оконечности, проходит железнодорожная ветка Новокузнецк — Абакан.

## Горы
Горы сложены известняками, кварцитами, кремнистыми и глинистыми сланцами протерозоя и нижнего палеозоя, прорванными многочисленными интрузиями габбро, диоритов, гранитов, сиенитов и др. Современный рельеф создан в неоген-антропогеновое время в результате поднятия и расчленения разновозрастных поверхностей выравнивания. Склоны хребта асимметричны: на восточном пологом склоне долины рек хорошо разработаны, на западном крутом склоне реки текут в узких долинах с большими уклонами; на них много порогов и шивер.
Для Кузнецкого Алатау характерны тасхылы — вершинные поверхности горных пород и массивов, покрытые каменными россыпями, спускающимися в речные долины. Полезные ископаемые: железные и марганцевые руды, золото, хромиты и др. Четвертичные оледенения охватывали лишь самые высокие участки Кузнецкого Алатау, где оставили следы в виде морен, каров, ледниковых озёр. Наличествует современное оледенение, представленное ледниками. Кузнецкий Алатау имеет 4 района развития Ледников современных: 1) северный — г. Б.Таскыл, г. Бобровая; 2) центральный — г. Б.Каным в верховьях Чёрного Июса; 3) юго-восточный и южный — хр. Тегир-Таш, Кара-Таш. Всего 91 ледник общей площадью 6,79 км². Мощность льда от 12 м до первых десятков метров. Тип ледников — каровые, висячие, присклоновые. Очень низкое положение ледников — 1250—1450 м. Для внутриконтинентальных частей материков (50-55º с. ш.) это единственный случай в мире.
Количество осадков — свыше 1000 мм в год, местами почти 3000 мм. Преобладает горнотаежная растительность (темнохвойная тайга из пихты сибирской и сибирского кедра, местами с примесью ели сибирской, реже светлохвойная тайга из сосны лесной и лиственницы сибирской). В примеси к хвойным породам распространены осина и берёза бородавчатая, образующие также самостоятельные насаждения. Выше 1800—2000 м — субальпийские луга, кустарниковые, мохово-лишайниковые и каменистые горные тундры. В лесном и частично степном поясах низкогорий по восточному макросклону Кузнецкого Алатау находятся типчаково-дриадовые тундростепи — травостой, в составе которого содержится ряд ледниковых реликтов.
В середине 1960-х годов Пётр Шпинь открыл ледники Кузнецкого Алатау.